# Habura
Habura est un village de Slovaquie situé dans la région de Prešov.

## Histoire
Première mention écrite du village en 1543.

## Démographie

### Évolution de la population
| Année:               | 1994. | 2004.   | 2014.   | 2024.    |
| -------------------- | ----- | ------- | ------- | -------- |
| Nombre de personnes: | 531   | 483     | 513     | 450      |
| Différence:          |       | -9,03 % | +6,21 % | -12,28 % |

| Année:               | 2023. | 2024.   |
| -------------------- | ----- | ------- |
| Nombre de personnes: | 462   | 450     |
| Différence:          |       | -2,59 % |